# میمیکو
میمیکو (انگلیسی: Mimico) یک محله (و یک شهرداری سابق) در تورنتو، انتاریو، کانادا است که در منطقه جنوب غربی تورنتو در دریاچه انتاریو واقع شده‌است. این شهر در گوشه جنوب شرقی شهر سابق (و بعداً شهر) اتوبیکو قرار دارد و از سال ۱۹۱۱ تا ۱۹۶۷ یک شهرداری مستقل بود.